# فرودگاه اوبوک
فرودگاه اوبوک (به انگلیسی: Obock Airport) یک فرودگاه همگانی با کد یاتا OBC است . این فرودگاه در کشور جیبوتی قرار دارد و در ارتفاع ۲۱ متری از سطح دریا واقع شده‌است.